# Miss Royaume-Uni
Ne doit pas être confondu avec Miss Univers Royaume-Uni.
Le concours Miss Royaume-Uni est un concours de beauté indirect. Il n'y a pas de concours spécifique pour désigner Miss Royaume-Uni parmi les 4 gagnantes d’Angleterre, d’Irlande du Nord, d’Écosse et du Pays de Galles. Cependant, ce titre revient à celle des quatre qui est la mieux classée au concours Miss Monde, auquel elles participent toutes.

## Les Miss Royaume-Uni
| Année     | Royaume-Uni                 | Angleterre                       | Pays de Galles                                | Irlande du Nord            | Écosse                         |
| --------- | --------------------------- | -------------------------------- | --------------------------------------------- | -------------------------- | ------------------------------ |
| 1928      | --                          | Nonni Shields                    | --                                            | --                         | --                             |
| 1929      | --                          | Marjorie Ross                    | --                                            | --                         | --                             |
| 1931      | --                          | --                               | --                                            | --                         | --                             |
| 1932      | --                          | Gwen Stallard                    | --                                            | --                         | --                             |
| 1933      | --                          | --                               | --                                            | --                         | --                             |
| 1934      | --                          | --                               | --                                            | --                         | --                             |
| 1935      | --                          | Muriel Oxford                    | --                                            | --                         | --                             |
| 1936-1951 | --                          | pas de concours                  | --                                            | --                         | --                             |
| 1952      | --                          | --                               | Betty Geary                                   | --                         | --                             |
| 1953      | --                          | Marlene Dee                      | --                                            | --                         | --                             |
| 1954      | --                          | --                               | --                                            | --                         | --                             |
| 1955      | --                          | Margaret Rowe                    | --                                            | --                         | --                             |
| 1956      | --                          | Iris Alice Kathleen Waller       | --                                            | --                         | --                             |
| 1957      | --                          | Sonia Hamilton                   | --                                            | --                         | --                             |
| 1958      | Eileen Sheridan             | Dorothy Hazeldine                | --                                            | --                         | --                             |
| 1959      | Anne Thelwell               | Pamela Ann Searle                | --                                            | --                         | --                             |
| 1960      | Hilda Fairclough            | Joan Ellinor Boardman            | --                                            | --                         | --                             |
| 1961      | Rosemarie Frankland         | Arlette Dobson                   | Rosemarie Frankland (Miss Monde)              | --                         | --                             |
| 1962      | Jackie White                | Kim Carlton                      | --                                            | --                         | --                             |
| 1963      | Diane Westbury              | Susan Pratt                      | Hazel Williams                                | --                         | --                             |
| 1964      | Ann Sidney                  | Brenda Blacker                   | Veda Kathleen McCarthy                        | --                         | --                             |
| 1965      | Lesley Langley (Miss Monde) | Jennifer Warren Gurley           | --                                            | --                         | --                             |
| 1966      | Jennifer Lowe Summers       | Janice Carol Whiteman            | --                                            | --                         | --                             |
| 1967      | Jennifer Lynn Lewis         | Jennifer Lynn Lewis              | --                                            | --                         | --                             |
| 1968      | Kathleen Winstanley         | Jennifer Lowe Summers            | --                                            | --                         | --                             |
| 1969      | Sheena Drummond             | Myra Van Heck                    | Shirley Jones                                 | --                         | Sheena Drummond (Miss Univers) |
| 1970      | Yvonne Ormes                | Yvonne Anne Ormes                | Sandra Cater                                  | --                         | --                             |
| 1971      | Marilyn Ward                | Marilyn Ann Ward                 | Dawn Cater                                    | --                         | --                             |
| 1972      | Jennifer McAdam             | Jennifer Mary McAdam             | Eileen Darroch                                | --                         | --                             |
| 1973      | Veronica Ann Cross          | Veronica Ann Cross               | Deidre Greenland                              | --                         | --                             |
| 1974      | Helen Morgan                | Kathleen Ann Celeste Anders      | Helen Morgan (destituée parce que fille-mère) | --                         | --                             |
| 1975      | Vicki Harris                | Vicki Harris                     | Gina Kerler                                   | --                         | --                             |
| 1976      | Carol Jean Grant            | Pauline Davies                   | Sian Adey-Jones                               | --                         | --                             |
| 1977      | Madeleine Stringer          | Sarah Louise Long                | Christine Murphy                              | --                         | --                             |
| 1978      | Elizabeth Ann Jones         | Beverley Isherwood               | Elizabeth Ann Jones                           | --                         | --                             |
| 1979      | Carolyn Ann Seaward         | Carolyn Ann Seaward              | Beverley Neals                                | --                         | --                             |
| 1980      | Kim Ashfield                | Julie Duckworth                  | Kim Ashfield                                  | --                         | --                             |
| 1981      | Michele Donnelly            | Joanna Longley                   | Sally Douglas Williams                        | --                         | --                             |
| 1982      | Della Frances Dolan         | Della Frances Dolan              | Caroline Williams                             | Alison Smyth               | --                             |
| 1983      | Sarah-Jane Hutt             | Karen Lesley Moore               | Lianne Gray                                   | Caroline O'Doherty         | Sarah-Jane Hutt                |
| 1984      | Vivienne Rooke              | Louise Gray                      | Jane Riley                                    | Susan Tan                  | Vivienne Rooke                 |
| 1985      | Mandy Adele Shires          | Helen Westlake                   | Barbara Christian                             | --                         | --                             |
| 1986      | Alison Slack                | Joanne Sedgley                   | Tracy Rowlands                                | --                         | --                             |
| 1987      | Karen Mellor                | Yvette Dawn Livesey              | Nicola Davies                                 | --                         | --                             |
| 1988      | Kirsty Roper                | Tracey Williams                  | Lise Williams                                 | --                         | --                             |
| 1989      | Suzanne Younger             | Racquel Jory                     | Suzanne Younger                               | --                         | --                             |
| 1990      | Helen Upton                 | Gemma Lane                       | Jane Lloyd                                    | --                         | --                             |
| 1991      | Johanne Elizabeth Lewis     | --                               | Sharon Dale Isherwood                         | --                         | --                             |
| 1992      | Claire Elizabeth Smith      | --                               | Natalie Lee                                   | Sharon McLaughlin          | --                             |
| 1993      | Amanda Louise Johnson       | --                               | Lisa Roberts                                  | Mary McGonagle (McCartney) | --                             |
| 1994      | Melanie Abdoun              | --                               | Julie Davies                                  | Tracey Chambers            | --                             |
| 1995      | Shauna Marie Gunn           | --                               | Rachel Warner                                 | Shauna Gunn                | --                             |
| 1996      | Rachael Liza Warner         | --                               | Sarah Smart                                   | Louisa Jayne Vance         | --                             |
| 1997      | Vicki-Lee Walberg           | --                               | Melanie Jones                                 | Julie Martin               | --                             |
| 1998      | Emmalene McLoughlin         | --                               | Anna Bartley                                  | Joanne Salley              | --                             |
| 1999      | Nicola Willoughby           | --                               | Clare Daniel                                  | Zöe Salmon                 | --                             |
| 2000      | Michelle Watson             | Michelle Walke                   | Sophie Kate Cahill                            | Fiona Hurley               | --                             |
| 2001      | Juliet-Jane Horne           | Sally Kettle                     | Charlotte Faicheney                           | Angela McCarthy            | Juliet-Jane Horne              |
| 2002      | Gayle Williamson            | Danielle Luan                    | Michelle Bush                                 | Gayle Williamson           | --                             |
| 2003      | Jackie Turner               | Jackie Turner                    | Imogen Thomas                                 | Diana Sayers               | Nicola Jolly                   |
| 2004      | Nicola Jolly or Amy Guy     | Danielle Lloyd                   | Amy Guy                                       | Kirsty Stewart             | --                             |
| 2005      | Lucy Avril Evangelista      | Hammasa Kohistani                | Claire Evans                                  | Lucy Evangelista           | --                             |
| 2006      | Nicola Mclean               | Eleanor Mary Anne Glynn          | Sarah Fleming                                 | Catherine Jean Milligan    | Nicola Mclean                  |
| 2007      | Nieve Jennings              | Georgia Horsley                  | Kelly Pesticcio                               | Melissa Patton             | Nieve Jennings                 |
| 2008      | Kerensa Reed                | Laura Coleman                    |                                               |                            |                                |
| 2009      | Nickola Watts               | Katrina Hodge ex Rachel Christie |                                               |                            | Katharine Brown                |
| 2010      |                             | Jessica Linley                   |                                               |                            | Nicola Mimnagh                 |
| 2011      |                             |                                  |                                               |                            | Jennifer Reoch                 |
| 2012      |                             | Charlotte Holmes                 |                                               |                            | Nicole Treacy                  |
| 2013      |                             |                                  |                                               |                            | Jamey Bowers                   |

## Miss Grande-Bretagne
Miss Grande-Bretagne, est un concours de beauté féminine annuel, réservé aux 3 nations de la Grande-Bretagne (Angleterre, Pays de Galles, Écosse) qualifié à l'élection de Miss Univers.

### Les Miss Grande-Bretagne
| Année       | Miss                |
| ----------- | ------------------- |
| 2009        | Sophie Gradon       |
| 2008        | (no contest)        |
| 2007        | Gemma Garrett       |
| 2006        | Preeti Desai        |
| 2005        | (no contest)        |
| 2004        | Emma Spellar        |
| 2003        | Nicki Lane          |
| 2002        | Yana Booth          |
| 2001        | Michelle Evans      |
| 2000        | Michelle Walker     |
| 1999        | Rennell Kilner      |
| 1998        | Leilani Dowding     |
| 1997        | Liz Fuller          |
| 1996        | Anita St Rose       |
| 1994        | Sarah Southwick     |
| 1993 - 1990 | (no contest)        |
| 1989        | Amanda Dyson        |
| 1988        | Gillian Bell        |
| 1987        | Linzi Butler        |
| 1986        | Lesley Ann Musgrave |
| 1985        | Jill Saxby          |
| 1984        | Debbie Greenwood    |
| 1983        | Rose McGrory        |
| 1982        | Vivienne Farnen     |
| 1981        | Michelle Hobson     |
| 1980        | Sue Berger          |
| 1979        | (no contest)        |
| 1978        | Patricia Morgan     |
| 1977        | Susan Hempel        |
| 1976        | Dinah May           |
| 1975        | Susan Cuff          |
| 1974        | Marylin Ward        |
| 1973        | Gay Spink           |
| 1972        | Elizabeth Robinson  |
| 1971        | Carolyn Moore       |
| 1970        | Kathleen Winstanley |
| 1969        | Wendy Anne George   |
| 1968        | Yvonne Ormes        |
| 1967        | Jennifer Gurley     |
| 1966        | Carole Fletcher     |
| 1965        | Diane Hickinbotham  |
| 1964        | Carole Redhead      |
| 1963        | Gillian Taylor      |
| 1962        | Joy Black           |
| 1961        | Libby Walker        |
| 1960        | Eileen Sheridan     |
| 1959        | Valerie Martin      |
| 1958        | Christine Mayo      |
| 1957        | Leila Williams      |
| 1956        | ris Waller          |
| 1955        | Jennifer Chimes     |
| 1954        | Patricia Butler     |
| 1953        | Brenda Mee          |
| 1952        | Dorothy Dawn        |
| 1951        | Marlene Dee         |
| 1950        | Violet Pretty       |
| 1949        | Elaine Pryce        |
| 1948        | Pamela Bayliss      |
| 1947        | June Mitchell       |
| 1946        | June Rivers         |
| 1945        | Lydia Read          |

### Miss Angleterre
Miss Angleterre est un concours de beauté parmi des jeunes femmes anglaises âgées entre 17 et 24 ans vivant en Angleterre. Les postulantes doivent être détentrices d'un passeport britannique.
Ce concours est une marque déposée par l'organisation Miss Monde. Il est organisé par Angie Beasley, vainqueur de 25 concours de beauté dans les années 1980. Angie Beasley est également chargée de l'organisation de plusieurs concours de beauté pour le compte de l'organisation Miss Monde ; outre Miss Angleterre, citons Miss Royaume-Uni, Miss Écosse, Miss pays de Galles, Mister Royaume-Uni… 
Ce concours attire fréquemment un jury de célébrités lors des finales locales ou nationales. Par exemple le top modèle glamour Katie Price Jordan participe au jury de Miss Sussex.
Les présélections se déroulent localement dans tout le pays, une centaine de Miss participent à la finale.
Les magazines News of the World et Take a Break sont des sponsors historiques de ce concours, profitant de la notoriété du concours grâce à de nombreuses couvertures et articles sur les lauréates. Mais ce concours bénéficie d'une popularité plus large, preuve en est des biographies et anecdotes sur les gagnantes dans des journaux nationaux, tels le Daily Mirror, The Times, The Daily Mail, Teen Vogue Magazine à New-York ou Hello!.

### Miss Pays de galles
Miss pays de Galles est un concours de beauté annuel réservé aux jeunes femmes de 16 à 24 ans qualifiant pour Miss Grande-Bretagne, Miss Royaume-Uni, Miss Monde, Miss Univers.

#### Les Miss Pays de galles
| Année | Gagnante               |
| ----- | ---------------------- |
| 1952  | Betty Geary            |
| 1961  | Rosemarie Frankland    |
| 1963  | Hazel Williams         |
| 1964  | Veda Kathleen McCarthy |
| 1969  | Shirley Jones          |
| 1970  | Sandra Cater           |
| 1971  | Dawn Cater             |
| 1972  | Eileen Darroch         |
| 1973  | Deidre Groenland       |
| 1974  | Helen Morgan           |
| 1975  | Gina Kerler            |
| 1976  | Sian Adey-Jones        |
| 1977  | Christine Murphy       |
| 1978  | Elizabeth-Ann Jones    |
| 1979  | Beverley Neals         |
| 1980  | Kim Ashfield           |
| 1981  | Sally Douglas Williams |
| 1982  | Caroline Williams      |
| 1983  | Lianne Gray            |
| 1984  | Jane Riley             |
| 1985  | Barbara Christian      |
| 1986  | Tracy Rowlands         |
| 1987  | Nicola Davies          |
| 1988  | Lise Williams          |
| 1989  | Suzanne Younger        |
| 1990  | Jane Lloyd             |
| 1991  | Sharon Dale Isherwood  |
| 1992  | Natalie Lee            |
| 1993  | Lisa Roberts           |
| 1994  | Julie Davies           |
| 1995  | Rachel Warner          |
| 1996  | Sarah Smart            |
| 1997  | Melanie Jones          |
| 1998  | Anna Bartley           |
| 1999  | Claire Daniel          |
| 2000  | Sophie Kate Cahill     |
| 2001  | Charlotte Faicheney    |
| 2002  | Michelle Bush          |
| 2003  | Imogen Thomas          |
| 2004  | Amy Guy                |
| 2005  | Claire Evans           |
| 2006  | Sarah Fleming          |
| 2007  | Kelly Pesticcio        |
| 2008  | Chloe-Beth Morgan      |
| 2009  | Lucy Whitehouse        |

#### Les Mister pays de Galles
- 2006 :  Leigh Brookman
- 2008 :  Jonny Rees

### Miss Écosse
Miss Écosse est un concours de beauté féminine annuel concernant les jeunes femmes de la nation d'Écosse âgées de 18 à 24 ans. Elle sert de qualification pour les concours internationaux Miss Monde, Miss Univers et Miss Grande-Bretagne.
La compétition est tenue par le journal The Scottish Sun.

#### Les Miss Écosse
| Année | Gagnante           | Ville natale         |
| ----- | ------------------ | -------------------- |
| 1999  | Stephanie Norrie   | Cumbernauld          |
| 2000  | Michelle Watson    | Motherwell           |
| 2001  | Juliet-Jane Horne  | Aberdeen             |
| 2002  | Paula Murphy       | Stirling             |
| 2003  | Nicola Jolly       | Aberdeen             |
| 2004  | Lois Weatherup     | Linlithgow           |
| 2005  | Aisling Friel      | Glasgow              |
| 2006  | Nicola McLean      | Ellon, Aberdeenshire |
| 2007  | Nieve Jennings     | Bishopbriggs         |
| 2008  | Stephanie Willemse | Glasgow              |
| 2009  | Katharine Brown    | Dunblane             |
| 2010  | Nicola Mimnagh     | Kilbarchan           |

## Source
- (en) Cet article est partiellement ou en totalité issu de l’article de Wikipédia en anglais intitulé « Miss England » (voir la liste des auteurs).